# Beauvoir-en-Royans
Beauvoir-en-Royans is een gemeente in het Franse departement Isère (regio Auvergne-Rhône-Alpes) en telt 71 inwoners (2009). De plaats maakt deel uit van het arrondissement Grenoble.

## Geografie
De oppervlakte van Beauvoir-en-Royans bedraagt 2,1 km², de bevolkingsdichtheid is dus 33,8 inwoners per km².
De onderstaande kaart toont de ligging van Beauvoir-en-Royans met de belangrijkste infrastructuur en aangrenzende gemeenten.

## Demografie
Onderstaande figuur toont het verloop van het inwonertal (bron: INSEE-tellingen).

1. ↑  Populations de référence 2022.